# الانتخابات الرئاسية التركية 2023
الانتخابات الرئاسية التركية لعام 2023 هي انتخابات لتحديد رئيس جمهورية تركيا للأعوام الخمسة التالية، أجريت الجولة الأولى في 14 مايو، ومع عدم حصول أي مرشح على نسبة 50% +1، أقيمت الجولة الثانية في 28 مايو. رافق هذه الانتخابات إجراء الانتخابات البرلمانية لاختيار أعضاء البرلمان الخامس والعشرين للبلاد. ذكرت التقارير أن تعداد الناخبين بلغ 64,190,651 ناخبًا، منهم 60.9 مليون في تركيا و3.2 مليون في الخارج.
بنتيجة هذه الانتخابات، تم التجديد للرئيس الحالي رجب طيب أردوغان لولاية جديدة مدتها خمس سنوات حتى العام 2028. هذه الولاية هي الثانية له وفق الدستور الجديد للبلاد الذي غير نظام الحكم من جمهورية برلمانية إلى جمهورية رئاسية.

## خلفية

### استفتاء 2017 وانتخابات 2018
أُجريت الانتخابات العامة والرئاسية التركية السابقة في 24 حزيران/يونيو 2018، بينما نُوقِشَ استفتاء التعديل الدستوري لعام 2017، والذي تم فيه اعتماد النظام الجديد (التحوّل من نظام برلماني إلى نظام رئاسي) من قبل السياسيين والصحافة والجمهور خلال المرحلة التحضيرية وأثناء الحملة الانتخابية. بعد الموافقة على التعديلات الدستورية من قبل الناخبين بهامش ضيق في استفتاء عام 2017 واعتبرت الأصوات غير المختومة صالحة من قبل المجلس الأعلى للانتخابات، نُوقشت نتيجة الاستفتاء أيضًا، وباعتماد التعديل الدستوري تقرر إجراء الانتخابات العامة في نفس يوم الانتخابات الرئاسية. أعيد انتخاب الرئيس رجب طيب أردوغان، الذي يشغل منصبه منذ عام 2014، رئيسًا في انتخابات 2018.
غُيّر القانون الانتخابي في الانتخابات العامة 2018 حيثُ صار ممكنًا للأحزاب تشكيل تحالفات، فظهرت تحالفات جديدة من قبيل تحالف الجمهور وتحالف الأمة، ومع ذلك فقد فَقَدَ حزب العدالة والتنمية الأغلبية المطلقة في الجمعية الوطنية الكبرى لتركيا في الانتخابات العامة لعام 2018، ونتيجةً لذلك، احتاج إلى دعم شركائه في التحالف، حزب الحركة القومية وحزب الاتحاد الكبير في البرلمان. جديرٌ بالذكر هنا أنّه قد جرى وبموجب التعديلات الجديدة إلغاء منصب رئيس الوزراء وذلك في الـ 9 من تموز/يوليو 2018 وبذلك أصبحَ بن علي يلدريم آخر رئيس وزراء في البلاد وصارَ اعتبارًا من 12 تموز/يوليو 2018 رئيسًا للبرلمان.

### انتخابات البلدية 2019
المقال الرئيسي: الانتخابات البلدية التركية لعام 2019
تعرض زعيم حزب الشعب الجمهوري كمال قلجدار أوغلي، الذي قاد تحالف الأمة، لانتقادات بسبب هزيمته في الانتخابات. لذلك، أصبحت الانتخابات المحلية في عام 2019 مهمة للمعارضة الرئيسية. نتيجة للمفاوضات بين حزب الشعب الجمهوري والحزب الجيد، أعيد تأسيس تحالف الأمة. بعد الانتخابات البلدية، وعلى الرغم من عدم تمكن تحالف الأمة من الحصول على غالبية الأصوات، إلا أنه حقق نجاحًا ضد أردوغان بعد فترة طويلة من خلال الاستيلاء على المدن الكبرى في البلاد مثل إسطنبول وأنقرة وأنطاليا ومرسين وأضنة. ومع ذلك، نتيجة للاعتراضات التي قدمها حزب العدالة والتنمية وحكومة أردوغان، ألغى المجلس الأعلى للانتخابات انتخابات بلدية إسطنبول الحضرية التي فاز بها تحالف الأمة وأجريت الانتخابات مرة أخرى في 23 يونيو 2019. في الانتخابات المتجددة، فاز أكرم إمام أوغلي، مرشح تحالف الأمة، على مرشح حزب العدالة والتنمية بن علي يلدريم وأصبح رئيس البلدية.

### الأزمة الاقتصادية
بدأت الأزمة الاقتصادية منذ 2018 ولا زالت مستمرة في تركيا مع تداعيات دولية بسبب العدوى المالية. يعد انخفاض قيمة الليرة التركية، وارتفاع التضخم، وارتفاع الديون وما يقابلها من حالات تخلف عن سداد الديون من السمات البارزة للأزمة.
أصبحت الأزمة واضحة في عام 2018، مع انخفاض قيمة الليرة كثيرًا في تقلبات، وفي المرحلة التالية، وصلت إلى بعد أعمق مع الديون غير المسددة والانكماش الاقتصادي. كانت هذه الأزمة بمثابة نهاية حقبة النمو الاقتصادي بقيادة أردوغان الذي نتج عن توسع الائتمان وازدهار قطاع البناء بدعم من ميزانية الدولة. بحلول عام 2022، ولأول مرة في تاريخ الجمهورية، تجاوز دين المصلحة العامة الدين الرئيسي.

### جائحة كورونا
أعلنت وزارة الصحة التركية، في 11 مارس 2020، عن أول حالة إصابة بوباء كورونا الذي انتشر حول العالم. حدثت أول حالة وفاة بسبب الفيروس في تركيا في 15 مارس 2020. أعلن وزير الصحة فخر الدين قوجة، في بيان صدر في 1 أبريل 2020، أن حالات الإصابة بفيروس كورونا انتشرت في جميع أنحاء تركيا. اعتبارًا من 7 أبريل 2023، بلغ العدد الإجمالي للمرضى المصابين بفيروس كورونا في تركيا 17.232.066 مريضًا ؛ والعدد الإجمالي للمرضى الذين تعافوا وعدد المتوفين حتى الآن هو 102174. اعتبارًا من 26 أبريل 2022، تحتل تركيا المرتبة العاشرة في عدد حالات الإصابة بعد كوريا الجنوبية وإيطاليا في عدد الحالات بين 193 دولة، بينما تحتل المرتبة 19 بعد جنوب إفريقيا في عدد الوفيات. تسبب الوباء في اتخاذ قرارات جذرية في تركيا كان لها العديد من الآثار والعواقب المهمة في المجالات الاجتماعية والاقتصادية والسياسية والاقتصادية والإدارية والقانونية والعسكرية والدينية والثقافية.

### زلازل قهرمان مرعش
زلازل قهرمان مرعش عام 2023 أو زلازل تركيا وسوريا 2023 هي زلازل بقوة 7.8 ميغاواط (± 0.1) و7.5 ميغاواط، حدث في 6 فبراير 2023، بفاصل تسع ساعات، مع مركزين في منطقتي بازارجيك وإكينوزو في كهرمان مرعش، على التوالي. ونتيجة للزلازل، فقد ما لا يقل عن 50399 شخصًا حياتهم وأصيب أكثر من 107 آلاف شخص، وفقًا للأرقام الرسمية.

## تاريخ الانتخابات

### التاريخ الأولي
تم تحديد التاريخ الاعتيادي في 18 يونيو 2023، من خلال تحديد يوم الأحد الأخير قبل انتهاء فترة الخمس سنوات من الانتخابات العامة الأخيرة، وفقًا لقانون الانتخابات كما هو منصوص عليه في الدستور. عارض دولت بهجلي في العديد من خطاباته توقعات المعارضة بإجراء انتخابات مبكرة قبل عام 2023. أعلن بهجلي أنه في الانتخابات الرئاسية المقرر إجراؤها في يونيو 2023، سيكون مرشحهم هو أردوغان وسيدعمه حزب الحركة القومية. صرح أردوغان في 18 يناير 2023 أن الانتخابات ستجرى في 14 مايو، في إشارة إلى انتخابات 14 مايو 1950، عندما انتهت حكومة حزب الشعب الجمهوري ذات الحزب الواحد. وفي بيان نُشر في اجتماع الطاولة السداسية في 26 يناير 2023، ذكر القادة أنه لا يمكن لأردوغان الترشح للرئاسة للمرة الثالثة، وفقًا للمادتين 101 و116 من الدستور، ما لم يتخذ البرلمان قرارًا انتخابيًا. في 10 مارس، اتخذ أردوغان قرارًا بإجراء الانتخابات البرلمانية والرئاسية في 14 مايو وتم نشره في الجريدة الرسمية.

### الخطّ الزمني
أعلن المجلس الأعلى للانتخابات عن الجدول الزمني لانتخابات 2023 الرئاسية والبرلمانية وهو كالتالي:
| التاريخ  | الحدث |
| -------- | --- |
| 18 مارس  | المجلس الأعلى للانتخابات يُعلن البدء الرسمي للدورة الانتخابية وبالتالي بدء استقبال طلبات الترشّح.                                                                                                 |
| 19 مارس  | بدء تقديم طلبات الترشح إلى المجلس الأعلى للانتخابات. |
| 20 مارس  | استقبال طلبات المرشحين المستقلّين لمنصبِ الرئاسة، وهي الطلبات التي ينظرُ فيها المجلس الأعلى للانتخابات بغية الردّ على المرشحين وإخطارهم ما إذا كان طلبهم يفتقدُ إلى مستندات معيّنة أو أوجه قصور أخرى. |
| 21 مارس  | حدَّدَ المجلس الأعلى هذا التاريخ للسماح للمرشحين المستقلين الذين رُفض استئنافهم طلب إعادة فحصهم ترشيحاتهم، كما حُدّد هذا التاريخ كموعدٍ نهائي للأحزاب السياسية لتقديم مرشحها الرئاسي.                  |
| 28 مارس  | إعلان القائمة الأوليّة (أو المؤقتة) لمرشحي الرئاسة والسماح ببدء تقديم طلبات الاستئناف لمن لم تُقبَل طلباتهم لسببٍ من الأسباب.                                                                       |
| 31 مارس  | إعلان القائمة النهائية لمرشحي الرئاسة. |
| 1 أبريل  | تقديم ورقة الاقتراع مع مرشحي الرئاسة. |
| 12 أبريل | الانتهاء من إعداد سجّلات الناخبين المحلية والدولية. |
| 27 أبريل | بدء إجراءات التصويت خارجَ تركيا. |
| 9 مايو   | الموعد النهائي للتصويت للمواطنين الأتراك ولمن يحقُّ لهم التصويت في الخارج. |
| 13 مايو  | انتهاء الدعاية الانتخابية وبدء الصمت الانتخابي في تمامِ الساعة 18:00 بالتوقيتِ المحلّي. |
| 14 مايو  | يوم الاقتراع وفيهِ يجري إعلان النتائج المؤقتة للانتخابات الرئاسية في تمامِ الساعة 23:59 بالتوقيتِ المحلّي.                                                                                          |
| 19 مايو  | إعلان النتائج النهائية للانتخابات من قبل المجلس الأعلى للانتخابات. |

إذا لم يتمكّن أيٌّ من المرشحين لمنصب الرئاسة من الحصول على أغلبيّة بنسبة تفوقُ النصف (50%) من إجمالي الأصوات، تُجرى جولة ثانيّة وقد حدَّدَ المجلس الأعلى للانتخابات تواريخها على الشكلِ التالي:
| التاريخ | الحدث                                                                |
| ------- | -------------------------------------------------------------------- |
| 15 مايو | بدء الدعاية الانتخابية للجولة الثانية من الانتخابات الرئاسية.        |
| 20 مايو | بدء إجراءات التصويت في الخارج.                                       |
| 24 مايو | الموعد النهائي للتصويت لمن هم في الخارج.                             |
| 27 مايو | انتهاء الدعاية الانتخابية وبدء الصمت الانتخابي في تمامِ الساعة 18:00. |
| 28 مايو | يوم الاقتراع.                                                        |
| 29 مايو | إعلان النتائج المؤقتة للانتخابات الرئاسية.                           |
| 1 يونيو | إعلان النتائج النهائية للانتخابات الرئاسية وتحديد رئيس البلاد.       |

## النظام الانتخابي
تُجرى انتخابات البرلمان والانتخابات الرئاسية في نفس اليوم كل خمس سنوات. يجوز للبرلمان أن يقرر تجديد الانتخابات بأغلبية ثلاثة أخماس العدد الإجمالي للأعضاء. في هذه الحالة، يتم إجراء الانتخابات العامة للجمعية الوطنية الكبرى لتركيا والانتخابات الرئاسية معًا. في حال قرر الرئيس تجديد الانتخابات، تُجرى الانتخابات العامة للجمعية الوطنية الكبرى لتركيا والانتخابات الرئاسية معًا. إذا قرر البرلمان تجديد الانتخابات في الولاية الثانية للرئيس، يمكن أن يكون الرئيس مرشحًا مرة أخرى. تستمر صلاحيات وواجبات البرلمان والرئيس، اللذين تقرر تجديد انتخابهما معًا، حتى يتولى البرلمان الجديد والرئيس منصبيهما. كما أن مدة عضوية البرلمان والرئيس المنتخب بهذه الطريقة هي أيضًا خمس سنوات.
يُصبح المرشَّح الذي يحصلُ على الأغلبيّة بنسبةٍ تفوقُ 50% من إجمالي الأصوات رئيسًا لتركيا، وفي حالة فشل أيٍّ من المنافسين في الحصول على هذه الأغلبيّة فسيتمُّ اللجوء لجولة ثانيّة لكنها تجري هذه المرّة بين المُرشَّحَان اللذان نالا أكبر عددٍ من الأصوات في الجولة الأولى عوض مشاركة كل المرشّحين من جديد، وعليه فإنّ الرئيس يُحدَّد في هذه الجولة حيثُ لا يلزم الحصول على أغلبيّة تتجاوزُ الـ 50% طالما هناك مرشحان متنافسان فقط، وسيحصل أحدهما على هذه النسبة. إنّ هذا النظام الانتخابي جديدٌ في تركيا، فالنظام الانتخابي السابق بخصوص الرئاسة لم يكن مباشرًا حيث كان تعيين رئيس الدولة يتمُّ من طرفِ المجلس التشريعي الذي هو الجمعية الوطنية الكبرى.
يجبُ ألَّا يقلَّ عمر المرشحين لمنصبِ الرئاسة عن 40 عامًا وأن يكونوا قد أكملوا تعليمهم العالي. يُمكن لأي حزبٍ سياسي فاز بنسبة 5% من الأصوات في الانتخابات البرلمانية السابقة أن يتقدَّم بمُرشَّح عنه، كما يُمكن للأحزاب التي لم تصل إلى هذه العتبة (5%) تشكيل تحالفاتٍ فيما بينها وتقديم مرشحٍ مشتركٍ واحدٍ (أو أكثر) طالما تجاوزت حصّة الأحزاب المشكّلة للتحالف ما مجموعهُ 5% من نسبة الأصوات الإجماليّة، أمَّا المرشحون المستقلّون فيلزمهم للترشح جمع 100،000 توقيع من الناخبين وكل هذا تحتَ إشراف المجلس الأعلى للانتخابات.

## المرشحون
في نطاق التقويم الذي أعده المجلس الأعلى للانتخابات، تم تحديد بدء العملية الانتخابية في 18 مارس. وفقًا للتقويم، بدأت طلبات الترشح للرئاسة في 19 مارس، وبدأ في 22 مارس جمع 100 ألف توقيع مطلوبة للمرشحين ليتم ترشيحهم من قبل الناخبين. كان لا بد من جمع التواقيع حتى الساعة 20:00 يوم 27 مارس، وكان على الناخبين الذهاب إلى مجالس الدوائر الانتخابية للتوقيع خلال هذه الفترة.

### المرشحون الرسميون
أعلن المجلس الأعلى للانتخابات عن المرشحين الرسميين في 31 مارس 2023. في اليوم التالي، 1 أبريل 2023، تم تحديد أماكن المرشحين للرئاسة في ورقة الاقتراع المجمعة عن طريق القرعة.
| المرشحون الرسميون حسب الترتيب الوارد في ورقة الاقتراع: | المرشحون الرسميون حسب الترتيب الوارد في ورقة الاقتراع: | المرشحون الرسميون حسب الترتيب الوارد في ورقة الاقتراع: | المرشحون الرسميون حسب الترتيب الوارد في ورقة الاقتراع: |
| ------------------------------------------------------ | ------------------------------------------------------ | ------------------------------------------------------ | ------------------------------------------------------ |
| 1                                                      | 2                                                      | 3                                                      | 4                                                      |
|                                                        |                                                        |                                                        |                                                        |
| رجب طيب أردوغان                                        | محرم إينجه                                             | كمال قلجدار أوغلي                                      | سنان أوغان                                             |
| حزب العدالة والتنمية تحالف الجمهور                     | حزب الوطن (منسحب)                                      | حزب الشعب الجمهوري تحالف الأمة ‏                        | مستقل تحالف الأجداد ‏                                   |

### الدعم والتحالفات
| المرشح | المرشح                                   | الداعمون                           | الداعمون                                      | الداعمون                                      | الداعمون                                      | الأيديولوجيا       |
| ------ | ---------------------------------------- | ---------------------------------- | --------------------------------------------- | --------------------------------------------- | --------------------------------------------- | ------------------ |
|        | أردوغان تحالف الجمهور العدالة والتنمية   |                                    | تحالف الجمهور                                 |                                               | MHP (حزب الحركة القومية)                      | عصبية قومية تركية  |
|        | أردوغان تحالف الجمهور العدالة والتنمية   | BBP (حزب الاتحاد الكبير)           | تحالف الجمهور                                 | الإسلامية التركية                             |                                               |                    |
|        | أردوغان تحالف الجمهور العدالة والتنمية   | YRP (حزب الرفاه الجديد)            | تحالف الجمهور                                 | مللي جوروش                                    |                                               |                    |
|        | أردوغان تحالف الجمهور العدالة والتنمية   | HÜDAPAR (حزب الدعوة الحرة)         | HÜDAPAR (حزب الدعوة الحرة)                    | HÜDAPAR (حزب الدعوة الحرة)                    | الإسلامية الكردية                             |                    |
|        | أردوغان تحالف الجمهور العدالة والتنمية   | DSP (حزب اليسار الديمقراطي)        | DSP (حزب اليسار الديمقراطي)                   | DSP (حزب اليسار الديمقراطي)                   | ديمقراطية اجتماعية                            |                    |
|        | أردوغان تحالف الجمهور العدالة والتنمية   | BÜYÜK TÜRKİYE (حزب تركيا العظمى)   | BÜYÜK TÜRKİYE (حزب تركيا العظمى)              | BÜYÜK TÜRKİYE (حزب تركيا العظمى)              | الوحدة التركية                                |                    |
|        | أردوغان تحالف الجمهور العدالة والتنمية   | DYP (حزب الطريق الصحيح ‏)           | DYP (حزب الطريق الصحيح ‏)                      | DYP (حزب الطريق الصحيح ‏)                      | محافظة ليبرالية                               |                    |
|        | أردوغان تحالف الجمهور العدالة والتنمية   | YENİ DÜNYA (حزب العالم الجديد)     | YENİ DÜNYA (حزب العالم الجديد)                | YENİ DÜNYA (حزب العالم الجديد)                | المحافظة ‏                                     |                    |
|        | أردوغان تحالف الجمهور العدالة والتنمية   |                                    | VATAN PARTISİ (الحزب الوطني) (الجولة الثانية) | VATAN PARTISİ (الحزب الوطني) (الجولة الثانية) | VATAN PARTISİ (الحزب الوطني) (الجولة الثانية) | معاداة الاستعمارية |
|        |                                          |                                    |                                               |                                               |                                               |                    |
|        | قلجدار أوغلي تحالف الأمة ‏ الشعب الجمهوري |                                    | تحالف الأمة ‏                                  |                                               | İYİ PARTİ (الحزب الجيد)                       | قومية تركية        |
|        | قلجدار أوغلي تحالف الأمة ‏ الشعب الجمهوري | DEVA (حزب الديمقراطية والتقدم)     | تحالف الأمة ‏                                  | محافظة ليبرالية                               |                                               |                    |
|        | قلجدار أوغلي تحالف الأمة ‏ الشعب الجمهوري | GP (حزب المستقبل)                  | تحالف الأمة ‏                                  | المحافظة ‏                                     |                                               |                    |
|        | قلجدار أوغلي تحالف الأمة ‏ الشعب الجمهوري | SAADET (حزب السعادة)               | تحالف الأمة ‏                                  | مللي جوروش                                    |                                               |                    |
|        | قلجدار أوغلي تحالف الأمة ‏ الشعب الجمهوري | DP (الحزب الديمقراطي)              | تحالف الأمة ‏                                  | محافظة ليبراليةمحافظة ليبرالية                |                                               |                    |
|        | قلجدار أوغلي تحالف الأمة ‏ الشعب الجمهوري | تحالف العمل والحرية ‏               |                                               | TİP (حزب العمال التركي)                       | اشتراكية                                      |                    |
|        | قلجدار أوغلي تحالف الأمة ‏ الشعب الجمهوري | تحالف العمل والحرية ‏               | HDP (حزب الشعوب الديمقراطي)                   | جهوية                                         |                                               |                    |
|        | قلجدار أوغلي تحالف الأمة ‏ الشعب الجمهوري | تحالف العمل والحرية ‏               | Yeşil Sol Parti (حزب اليسار الأخضر (تركيا))   | سياسة خضراء                                   |                                               |                    |
|        | قلجدار أوغلي تحالف الأمة ‏ الشعب الجمهوري | تحالف العمل والحرية ‏               | EMEP (حزب العمل)                              | شيوعية                                        |                                               |                    |
|        | قلجدار أوغلي تحالف الأمة ‏ الشعب الجمهوري | تحالف العمل والحرية ‏               | EHP (حزب الحركة العمالية ‏)                    | شيوعية                                        |                                               |                    |
|        | قلجدار أوغلي تحالف الأمة ‏ الشعب الجمهوري | تحالف العمل والحرية ‏               | TÖP (حزب الحرية الاجتماعية ‏)                  | شيوعية                                        |                                               |                    |
|        | قلجدار أوغلي تحالف الأمة ‏ الشعب الجمهوري | اتحاد القوى الاشتراكية ‏            |                                               | SOL PARTİ (حزب اليسار)                        | اشتراكية                                      |                    |
|        | قلجدار أوغلي تحالف الأمة ‏ الشعب الجمهوري | اتحاد القوى الاشتراكية ‏            | TKP (الحزب الشيوعي)                           | شيوعية                                        |                                               |                    |
|        | قلجدار أوغلي تحالف الأمة ‏ الشعب الجمهوري | اتحاد القوى الاشتراكية ‏            | TKH (الحركة الشيوعية ‏)                        | شيوعية                                        |                                               |                    |
|        | قلجدار أوغلي تحالف الأمة ‏ الشعب الجمهوري | اتحاد القوى الاشتراكية ‏            | DH (حركة الثورة)                              | شيوعية                                        |                                               |                    |
|        | قلجدار أوغلي تحالف الأمة ‏ الشعب الجمهوري | TDP (حزب التغيير في تركيا ‏)        | TDP (حزب التغيير في تركيا ‏)                   | TDP (حزب التغيير في تركيا ‏)                   | ديمقراطية اجتماعية                            |                    |
|        | قلجدار أوغلي تحالف الأمة ‏ الشعب الجمهوري | LDP (الحزب الديمقراطي الليبرالي ‏)  | LDP (الحزب الديمقراطي الليبرالي ‏)             | LDP (الحزب الديمقراطي الليبرالي ‏)             | ليبرالية كلاسيكية                             |                    |
|        | قلجدار أوغلي تحالف الأمة ‏ الشعب الجمهوري | BTP (حزب تركيا المستقلة)           | BTP (حزب تركيا المستقلة)                      | BTP (حزب تركيا المستقلة)                      | كمالية                                        |                    |
|        | قلجدار أوغلي تحالف الأمة ‏ الشعب الجمهوري | HKP (حزب التحرير الشعبي ‏)          | HKP (حزب التحرير الشعبي ‏)                     | HKP (حزب التحرير الشعبي ‏)                     | شيوعية                                        |                    |
|        | قلجدار أوغلي تحالف الأمة ‏ الشعب الجمهوري | MTP (حزب تركيا القومي)             | MTP (حزب تركيا القومي)                        | MTP (حزب تركيا القومي)                        | قومية تركية                                   |                    |
|        | قلجدار أوغلي تحالف الأمة ‏ الشعب الجمهوري | KP (حزب النساء ‏)                   | KP (حزب النساء ‏)                              | KP (حزب النساء ‏)                              | نسوية                                         |                    |
|        | قلجدار أوغلي تحالف الأمة ‏ الشعب الجمهوري | TEK PARTİ (حزب تطوير التكنولوجيا ‏) | TEK PARTİ (حزب تطوير التكنولوجيا ‏)            | TEK PARTİ (حزب تطوير التكنولوجيا ‏)            | ليبرالية                                      |                    |
|        | قلجدار أوغلي تحالف الأمة ‏ الشعب الجمهوري | YEŞİLLER (حزب الخضر)               | YEŞİLLER (حزب الخضر)                          | YEŞİLLER (حزب الخضر)                          | سياسة خضراء                                   |                    |
|        | قلجدار أوغلي تحالف الأمة ‏ الشعب الجمهوري | DOĞRU PARTİ (الحزب الحقيقي)        | DOĞRU PARTİ (الحزب الحقيقي)                   | DOĞRU PARTİ (الحزب الحقيقي)                   | كمالية                                        |                    |
|        | قلجدار أوغلي تحالف الأمة ‏ الشعب الجمهوري |                                    | AP (حزب العدالة ‏) (الجولة الثانية)            | AP (حزب العدالة ‏) (الجولة الثانية)            | AP (حزب العدالة ‏) (الجولة الثانية)            | محافظة ليبرالية    |
|        |                                          |                                    |                                               |                                               |                                               |                    |
|        | أوغان تحالف الأجداد ‏ مستقل               |                                    | تحالف الأجداد ‏                                |                                               | ZP (حزب النصر)                                | معاداة الهجرة      |
|        | أوغان تحالف الأجداد ‏ مستقل               | AP (حزب العدالة ‏)                  | تحالف الأجداد ‏                                | محافظة ليبرالية                               |                                               |                    |
|        | أوغان تحالف الأجداد ‏ مستقل               | ÜLKEM (حزب بلادي)                  | تحالف الأجداد ‏                                | قومية تركية                                   |                                               |                    |
|        | أوغان تحالف الأجداد ‏ مستقل               | TÜİP (حزب التحالف التركي)          | تحالف الأجداد ‏                                | كمالية                                        |                                               |                    |
|        | أوغان تحالف الأجداد ‏ مستقل               | ANAP (حزب الوطن الأم)              | ANAP (حزب الوطن الأم)                         | ANAP (حزب الوطن الأم)                         | محافظة ليبرالية                               |                    |

## النتائج
لم يُحقق أي من المرشحين نسبة 50% +1 في الجولة الأولى، حيث جاء الرئيس أردوغان في المرتبة الأولى بنسبة 49.50% ويليه قلجدار أوغلي بنسبة 44.89%. لذا أُقيمت الجولة الثانية في 28 مايو.
| المرشح                                                                         | المرشح                          | الحزب                           | الجولة الأولى | الجولة الأولى | الجولة الثانية | الجولة الثانية |
| المرشح                                                                         | المرشح                          | الحزب                           | الأصوات       | %             | الأصوات        | %              |
| ------------------------------------------------------------------------------ | ------------------------------- | ------------------------------- | ------------- | ------------- | -------------- | -------------- |
|                                                                                | رجب طيب أردوغان                 | حزب العدالة والتنمية            | 27٬088٬360    | 49.50         | 27٬834٬692     | 52.18          |
|                                                                                | كمال قلجدار أوغلي               | حزب الشعب الجمهوري              | 24٬568٬196    | 44.89         | 25٬504٬552     | 47.82          |
|                                                                                | سنان أوغان                      | مستقل                           | 2٬829٬634     | 5.17          |                |                |
|                                                                                | محرم إينجه                      | حزب الوطن                       | 238٬690       | 0.44          |                |                |
| المجموع                                                                        | المجموع                         | المجموع                         | 54٬724٬880    | 100.00        | 53٬339٬244     | 100.00         |
|                                                                                |                                 |                                 |               |               |                |                |
| الأصوات الصحيحة                                                                | الأصوات الصحيحة                 | الأصوات الصحيحة                 | 54٬724٬880    | 98.14         | 53٬339٬244     | 98.73          |
| الأصوات الباطلة والفارغة                                                       | الأصوات الباطلة والفارغة        | الأصوات الباطلة والفارغة        | 1٬036٬565     | 1.86          | 684٬372        | 1.27           |
| مجموع الأصوات                                                                  | مجموع الأصوات                   | مجموع الأصوات                   | 55٬761٬445    | 100.00        | 54٬023٬616     | 100.00         |
| الناخبين المسجلين ومعدل الإقبال                                                | الناخبين المسجلين ومعدل الإقبال | الناخبين المسجلين ومعدل الإقبال | 64٬190٬651    | 86.87         | 64٬197٬419     | 84.15          |
| المصدر: وكالة الأناضول التركية، YSK، الجولة الأولى، Haber Türk، الجولة الثانية |                                 |                                 |               |               |                |                |

## خلافات

### ترشح أردوغان
كان الرؤساء الأتراك قبلَ انتخابات عام 2018 يشغلون منصب الرئيس ضمنَ نظامٍ برلماني، لكن وبعدَ الاستفتاء على الدستور عام 2017 تبنَّت تركيا نظامًا رئاسيًا يعملُ فيه الرئيسُ رئيسًا للحكومة. انتقدَ بعضٌ من السياسيين المعارضين ترشّح أردوغان في هذا السباق الرئاسي الجديد على اعتبار أنّه انتُخبَ رئيسًا للبلاد مرتين: أولى في 2014 وثانية في 2018، وعليه فلا يصحُّ له بحسبهم الترشّح مجددًا ما لم يتم إجراء انتخابات مبكّرة من قِبل البرلمان – وهو ما لم يحصل – كما هو مذكورٌ في المادة 116 من الدستور. لكن وعلى الجانبِ المُقابل يُدافع آخرون عن ترشّح رجب طيب أردوغان بالقولِ إنه ومنذُ اعتماد النظام الرئاسي في عام 2018 بديلًا للنظام البرلماني السابق صارت انتخابات 2018 والتي فازَ فيها الرئيس التركي هي الولاية الأولى له ضمنَ النظام الجديد ومن حقّه يحسبِ التعديلات الجديدة أن يكونَ مرشحًا مرة أخرى.

### الهجمات

#### كمال قلجدار أوغلي
مزاعم محاولات الاغتيال
ادعى نائب رئيس المجموعة البرلمانية لحزب الشعب الجمهوري أوزغور أوزيل في العاشر من آذار/مارس 2023 أنّ قلجدار أوغلي تلقى تهديداتٍ بالاغتيال من قِبل مجموعات مجهولة، وعرضت عليه الحكومة عربة مدرعة لكنه رفض الاقتراح وظلَّ يتنقّل عبر سيارته الرسمية فحسب. اتُخذَت تدابير أمنيّة مكثفة يومين بعد تصريحات أوزغور أوزيل، فقبل وأثناء تجمّع قلجدار أوغلي في سامسون سرت شائعاتٌ عن محاولاتِ اغتيالٍ للمرشح الرئاسي، ما دفعَ الشرطة لتفتيشِ المواطنين الذين أرادوا حضور المسيرة التي عُقدت في ساحة الجمهورية مرتين، كما استقرَّ قناصةٌ على أسطح المباني المحيطة بالميدان، وشُوهد إمام أوغلي وقلجدار أوغلي اللذانِ صعدا على المنصّة لإلقاء خطاباتهما وهما يرتديان سترات واقية من الرصاص، كما رافقَ قلجدار أوغلي وهو يلقي خطابه على المنصّة مجموعة من الحرّاس المسلحين.
التهجّم
أثناء زيارته للمشاركة في مراسيم دفن المواطنين الذين فقدوا أرواحهم خلال الزلزال المدمّر الذي ضربَ محافظة أديامان، تعرَّض قلجدار أوغلي لهجومٍ لفظي أثناء تلاوته سورة الفاتحة، كما حاولَ شخصٌ آخر في نفسِ اليوم الاعتداء عليهِ جسديًا. تعرضت سيارة قلجدار أوغلي بعد يومينِ من الهجوم عليه لهجوم آخر وهذه المرّة عبرَ الحجارة في صقاريا. أُطلقَ سراح المهاجِم البالغ من العمر 15 سنة فقط بعد أن قرَّرَ قلجدار عدم توجيه اتهامات له طالبًا عدم الكشف عن هوية المراهق الذي يقفُ خلفَ العمليّة.

#### أكرم إمام أوغلي
تعرَّض أكرم إمام أوغلي قي السابع من أيار/مايو لهجومٍ خلال تجمّعٍ مؤيدٍ لقلجدار أوغلي في أرضروم، حيث توقَّفَ التجمع بسبب إلقاء الحجارة من قِبل بعض المشاركين الحشد. جاءَ الهجوم بعد أن جمعت بلدية أرضروم، التي يُديرها حزب العدالة والتنمية الحاكم العديد من الحافلات العامة في الميدان حيث سيُقيم إمام أوغلي تجمعًا انتخابيًا وكانَ الهدف من هذه الخطوة منع تجمعه أو عرقلته. شارك كمال قلجدار أوغلي مقطع فيديو على حسابه على تويتر عقبَ الهجوم وغرَّدَ قائلًا:
هرع أنصار إمام أوغلي عقبَ الهجوم إلى مطارٍ في مدينة اسطنبول للترحيبِ به وإظهار الدعم له، فيما قالَ رئيس بلدية أرضروم محمد سيكمن إنه لم يكن هناك طلب مكتوب من رئاسة المحافظات لحزب الشعب الجمهوري لعقد تجمع حاشد في أرضروم، وأنَّ إمام أوغلي «هو من خلق الفوضى بالتجمع في أرضروم»، فيما قال وزير الداخلية سليمان صويلو إن الحادث كان مخططا له لتفاقم الحشود.

### تقارير الأناضول
اشتكى مسؤولون في حزبِ الشعب الجمهوري في الجولة الأولى من تقارير وكالة الأناضول قائلين إنّ الوكالة تنحازُ لأردوغان وتنشر أرقام تؤيّده، كما أصدرَ الحزب أرقامه الخاصة والتي جعلت قلجدار أوغلي المرشح المتفوِّق. بعد هذه الخطوة، اتهمَ عمر جيليك من حزب العدالة والتنمية حزب الشعب الجمهوري بمحاولة الاستيلاء على ما سمَّاها «إرادة الأمة»، فيما برَّر أكرم إمام أوغلي السياسي من حزب الشعب الجمهوري تلكَ التقارير بالقولِ إنهم تعلموا من الماضي. جديرٌ بالذكرِ هنا أنَّ وكالة الأناضول كانت قد أظهرت مرشّح حزب العدالة والتنمية الحاكم في المركز الأول في الساعات الأولى، ومن غيرِ المعروف ما إن كان الفرز الأول لمحافظات يُسيطر عليها حزب العدالة هي السبب في هذا التفوق الملحوظ أم أنّ هناك أسبابًا أخرى.
وُجّهت انتقاداتٌ لبطءِ وتيرة فرز الأصوات المدلى بها في الخارج في الجولة الأولى، ففي الوقت الذي جرى فيه فرز 90% من الأصوات المحلية، فُرز ما نسبته 30.8% فقط من الأصوات في الخارج، وعلَّلَ أحمد ينر من المجلس الأعلى للانتخابات هذه التأخيرات بالقولِ إنها «طبيعية» و«إنّ الزيادة في عدد الأصوات والأحزاب المتنافسة ساهمت في تباطئ في عملية الفرز».

## ما بعد الانتخابات

### ردود الفعل

#### في تركيا
بعد فرز 99.4٪ من الأصوات في الجولة الثانية، أعلن المجلس الأعلى للانتخابات أن أردوغان منتخب رياضيًا.

#### خارج تركيا
هنأ رئيس الوزراء الألباني إيدي راما أردوغان، والرئيس الجزائري عبد المجيد تبون ، رئيس الوزراء الأرمني نيكول باشينيان ، الرئيس الأذربايجاني إلهام علييف ، الرئيس البيلاروسي ألكسندر لوكاشينكو، زعيم صرب البوسنة ميلوراد دوديك، الرئيس البرازيلي لويس إيناسيو لولا دا سيلفا، رئيس الوزراء البريطاني ريشي سوناك، رئيس الوزراء الهولندي مارك روته، الرئيس المصري عبد الفتاح السيسي، الرئيس الفرنسي إيمانويل ماكرون، الرئيس الجورجي إيراكلي جاريبانهفيلي، المستشار الألماني أولاف شولتز، رئيس غينيا بيساو عمر سيسوكو إمبالو، رئيس الوزراء المجري فيكتور أوربان، الرئيس الإسرائيلي إسحاق هرتزوغ، رئيس كوسوفو فيوزا عثماني، رئيس الوزراء اللبناني نجيب ميقاتي، رئيس الوزراء الليبي عبد الحميد دبيبة، وزير خارجية مالطا إيان بورغ، رئيس الجبل الأسود ميلو دوكانوفيتش، رئيس شمال قبرص إرسين تتار، رئيس الوزراء الباكستاني شهباز شريف، رئيس الوزراء الفلسطيني محمد اشتية، وأمير قطر تميم بن حمد آل ثاني، الرئيس الروسي فلاديمير بوتين، الرئيس الصربي ألكسندر فوزيتش، الرئيس الإيراني إبراهيم رئيسي، الرئيس الصومالي حسن شيخ محمود، الجنرال السوداني عبد الفتاح البرهان، رئيس الوزراء السويدي أولف كريسترسون، الرئيس الفنزويلي نيكولاس مادورو، الرئيس الأوكراني فولوديمير زيلينسكي، رئيس الإمارات العربية المتحدة الشيخ محمد بن زايد آل نهيان، الرئيس الأوزبكستاني شوكت ميرزيوييف. والرئيس الزامبي هاكيندي هيشيليما.

## الملاحظات
1. ↑  منسحب، ولكن ظل اسمه في البطاقة الانتخابية[38]
2. ↑  كان سنان أتيس مؤرخًا وأكاديميًا وسياسيًا تركيًا، حيثُ عمل محاضرًا في جامعة هاسيتيب إلى أن اغتيلَ في 30 كانون الأول/ديسمبر 2022، وأصبحَ اغتياله أحد أكثر الموضوعات شعبية في تركيا.